# André Ricard
Pour les articles homonymes, voir Ricard (homonymie).
André Ricard est un dramaturge et poète québécois né à Sainte-Anne-de-Beaupré, le 18 octobre 1938.
Il a fait ses études au Collège des Jésuites à Québec, à l'Université Laval à Québec et au Conservatoire d'art dramatique de Québec. 
Il est cofondateur et animateur du Théâtre de l'Estoc de Québec. Il y est directeur artistique et metteur en scène. Il devient ensuite scénariste et réalisateur pour Radio-Canada et Radio-Québec.
Il est le père du comédien et chanteur Sébastien Ricard.

## Œuvres
- La Vie exemplaire d'Alcide 1er, le pharamineux, et de sa proche descendance, 1973
- La Gloire des filles de Magloire, 1975
- Le Casino voleur, 1978
- Le Déversoir des larmes, 1988
- Les Baigneurs de Tadoussac, 1993
- Le Tréteau des apatrides, 1995
- Le Champ de glace, 1998
- Gens sans aveu, 2008

## Honneurs
- 1976 - Prix de la Communauté radiophonique des programmes de langue française, catégorie court métrage
- 1988 - Prix du Gouverneur général
- 1988 - Prix de création dramatique de la Place des Arts de Montréal
- 1988 - Prix du théâtre épique au Concours du Théâtre du Nouveau Monde
- 1996 - Membre de l'Académie des lettres du Québec
- 2004 - Prix littéraire des bouquinistes du Saint-Laurent